# Яблонский, Алексей Александрович
Алексей Александрович Яблонский (укр. Олексій Олександрович Яблонський; 6 июня 1989, Черноморское, Крымская область — апрель 2025, Курская область) — украинский футболист и российский военнослужащий. В качестве игрока выступал на позиции защитника. Играл в Высших лигах Украины по пляжному футболу и мини-футболу. Защищал цвета молодёжной сборной Украины по мини-футболу.

## Биография
Родился в Черноморском. Вместе с семьей в детстве переехал в Севастополь, где учился в школе № 57. Окончил Таврический национальный университет имени В. И. Вернадского, получив высшее образование в области физкультуры и спорта.
В детско-юношеской футбольной лиге Украины с 2005 по 2006 год выступал за севастопольский СДЮШОР-5. Позднее переключился на пляжный футбол. В составе севастопольского ПФС играл в чемпионате Украины 2008 года. С 2009 по 2011 год защищал цвета ПФС в соревнованиях по мини-футболу, в том числе играл на уровне Высшей лиги Украины. Приглашался в стан молодёжной сборной Украины по мини-футболу, за которую в 2010 году провёл два матча против Румынии.
Вернулся в большой футбол в 2011 году, став игроком «Гвардейца». Вместе с командой дошёл до финала любительского кубка Украины, где крымчане уступили «Буче», но тем не менее получили право сыграть в Кубке Украины.
В составе команды «Танго» летом 2012 года выиграл чемпионат Крыма по пляжному футболу.
Зимой 2013 году Яблонский получил приглашение от «Крымтеплицы», которая выступала в Первой лиге Украины. На этом уровне свой первый матч он провёл 13 апреля 2013 года против «Сум» (0:1). После расформирования клуба по итогам сезона присоединился к горностаевскому «Миру» из Херсонской области, где играл за команду в основном составе в течение полугода во Второй лиге.
После аннексии Крыма Россией принял российское гражданство. В 2014 году защищал цвета любительских клубов «Гвардеец», «Волна» (Андреевка) и СКЧФ-2. В Премьер-лиге Крымского футбольного союза выступал за феодосийскую «Кафу» (2015), «Севастополь» (2016—2017; 2018—2019). Всего в турнирах под эгидой КФС Яблонский провёл 69 матчей, забив в ворота соперников 6 мячей. Вместе с «Севастополем» становился двукратным чемпионом Премьер-лиги, обладателем Кубка и Суперкубка КФС.
На уровне Открытого чемпионата Крыма, второго по силе дивизиона полуострова, играл за «Гвардеец» (2017—2018, 2020), ПФК Ялта (2020) и севастопольский «Черноморец» (2021).
В декабре 2019 года 30-летний футболист объявил о завершении своей профессиональной карьеры «в связи со сложившимися семейными обстоятельствами».
По итогам сезона 2019/20 признавался лучшим защитником Открытого чемпионата Крыма. Бронзовый призёр Кубка Губернатора Севастополя по пляжному футболу 2020 года. Финалист Открытого Кубка Крыма 2021 года. Обладатель Кубка Ялты 2022 года.
Параллельно с футболом Яблонский в течение шести лет играл за мини-футбольный «Новацентр» в различных соревнованиях на территории полуострова. В 2023 году был признан лучшим нападающим Всероссийского молодёжного фестиваля пляжных видов спорта, который проходил в Судаке, а также стал финалистом Кубка Севастополя по пляжному футболу.
По состоянию на 2024 год являлся тренером детской команды «Горняк-2-Легион» в Севастополе.
В 2025 году во время вторжения России в Украину подписал контракт с Министерством обороны России и был направлен в одно из подразделений ВДВ. Служил наводчиком в звании гвардии ефрейтора. Погиб в возрасте 35 лет весной 2025 года в Курской области. Похоронен в апреле 2025 года в Севастополе. У Алексея остались жена и двое детей.